# Robby Ramlakhan
Robby Dewnarain Ramlakhan es un ex-político, exfuncionario, y diplomático de Surinam.
Luego del "golpe de estado telefónico" de diciembre de 1990, Ramlakhan, que era funcionario del Departamento de Estado, juró el 7 de enero de 1991 como Ministro de Relaciones Exteriores en el gobierno -Kraag-Wijdenbosch. Este gabinete se quedaría por un tiempo breve; después de las elecciones en mayo, le sucedió en septiembre Subhas Mungra.
Fue Ministro Plenipotenciario de Surinam durante algún tiempo en Brasil. Después de la salida repentina en 1999 de Henk Herrenberg como embajador en China, Robby ocupó dicho cargo en forma temporal.
En febrero del 2006 fue nombrado representante en Surinam ante la Unión de Naciones Suramericanas. En el Ministerio de Relaciones Exteriores fue responsable de coordinar las actividades relativas a la integración de Surinam en la región.
En marzo del 2006, él y Fred Boekstaaf fueron designados embajadores para servicios generales. Este fue el mismo tiempo que Edgar Amanh puso su cargo como embajador ante los Países Bajos a disposición a raíz del asunto de la ministra Alice Amafo.
- Datos: Q2596303